# The Come Back of Percy
The Come Back of Percy è un cortometraggio muto del 1915 scritto e diretto da Marshall Neilan. Prodotto dalla Selig Polyscope Company, aveva come interpreti William Scott, William Hutchinson, Lee Morris, John Lancaster, Sid Smith, Ralph McComas, Martha Mattox.
È il terzo episodio della serie The Chronicles of Bloom Center.

## Trama
Uno sconosciuto vestito alla moda arriva al Bloom Center. Incontra Chubby Green e, senza ulteriori cerimonie, Chubby riceve un pugno sulla mascella. Lo sconosciuto cerca quindi altri Bloom Centerites, tra cui il fabbro del villaggio, Johnny West e altri, riservando a tutti quanti lo stesso trattamento. Le vittime cercano l'aiuto dell'agente Plum che si mette in caccia, trovando lo sconosciuto alla Melodeon Hall. Qui, l'uomo allora racconta la sua storia. Racconta di essere cresciuto a Bloom Center, dove i ragazzi del posto passavano il tempo a prenderlo in giro, a vessarlo e a renderlo vittima dei loro scherzi idioti. Memore di tutte le angherie subito, si era ripromesso di tornare e adesso ha mantenuto la promessa. Consegna il suo biglietto da visita a Plum che legge: "Percy Pinkham, campione dei pugili leggeri". Tutti adesso lo riconoscono, ricordando quello che, molti anni prima, i ragazzi del Bloom Center avevano tormentato con le loro cattiverie.

## Produzione
Il film fu prodotto dalla Selig Polyscope Company.

## Distribuzione
Distribuito dalla General Film Company, il film - un cortometraggio in due bobine - uscì nelle sale cinematografiche statunitensi l'8 novembre 1915.